# Михайловка (Белебеевский район)
Миха́йловка — деревня в Белебеевском районе Башкирской АССР, существовавшая до конца 1950-х годов — до её объединения с деревней Илькино. После присоединения территория деревни стала улицей Михайловка деревни Илькино, в дальнейшем переименованная в улицу Заречная. 
В деревне жили в основном чуваши.

## География
Стоит по берегу реки Арелга, при автодороге 80К-002.

## История
В 1865 году название было использовано для деревни Илькино (возможно была так названа в честь отца ее владельца Михаила Ивановича Бунина). С 1896 года деревни Илькино и Михайловка учитывались отдельно. В 1906 году в Михайловке проживало 215 человек, была кузница, хлебозапасный магазин. К концу 1950-х годов произошло слияние этих деревень и деревни Сосновка (выселок, образовавшийся в 1920-е) в одну деревню под названием Илькино.

## Известные уроженцы
- Романов, Анатолий Александрович — российский военный деятель, бывший командующий внутренними войсками МВД России и объединённой группировкой войск в Чечне[3].
- Борис Иванович Бунин — исследователь дальнего востока, геолог путешественник. В русско-японскую войну, начальник контрразведки фронта. Городничий посёлка Ольга.